# Tretogonia punctatissima
Tretogonia punctatissima är en insektsart som beskrevs av Melichar 1926. Tretogonia punctatissima ingår i släktet Tretogonia och familjen dvärgstritar. Inga underarter finns listade i Catalogue of Life.